# كأس هولندا 1999–2000
كأس هولندا 1999–2000 (بالهولندية: KNVB beker 1999/00)‏ هو الموسم 82 من كأس هولندا. أشرف على تنظيمه الاتحاد الملكي الهولندي لكرة القدم، وكان عدد الأندية المشاركة فيه 86، وفاز فيه رودا ياي سي.